# Teupasenti
Teupasenti est une municipalité du Honduras, située dans le département de El Paraíso. Elle est fondée en 1859. La municipalité de Teupasenti comprend 39 villages et 220 hameaux.

## Crédit d'auteurs
- (en) Cet article est partiellement ou en totalité issu de l’article de Wikipédia en anglais intitulé « Teupasenti » (voir la liste des auteurs).